# Kelly Thiebaud
Kelly Hager Thiebaud (El Campo, 28 agosto 1982) è un'attrice statunitense.

## Biografia
Kelly Hager Thiebaud è nata il 28 agosto 1982 a El Campo, in Texas. Ha iniziato a recitare nel 2002, nel film Journey of Redemption. Nel 2007, è apparsa nei video di Love Is Gone di David Guetta. Nel 2010, è apparso in due episodi della serie Chuck. Dal 2010 al 2011, ha recitato nella serie TV della CBS La vita segreta di una teenager americana. Successivamente, è apparsa in alcuni episodi di serie TV come Castle e Criminal Minds. Nel 2013, ha interpretato Vanessa in Ray, Carla in Healing the Stupid e Renae Taylor in Grace Unplugged. Nel 2018, ha interpretato la protagonista in Mamma a tutti i costi. L'anno seguente, ha interpretato Blair Ayken, nel film Il crudele volto dell'inganno. Dal 2011 al 2020, ha interpretato Zoey Burge nella soap opera della NBC, Il tempo della nostra vita. corpo come il suo percorso verso il successo.
Dal 2012, interpreta Britt Westbourne nella soap della ABC General Hospital. Per questo ruolo, nel 2022 ha vinto un Daytime Emmy Award per la miglior attrice non protagonista in una serie drammatica. Dal 2020, interpreta Eva Vasquez nella serie Station 19.

## Filmografia

### Cinema
- Journey of Redemption, regia di Mark Harwell (2002)
- Hostel: Part III, regia di Scott Spiegel (2011)
- Raze, regia di Josh C. Waller (2013)
- Healing the Stupid, regia di Adam Lynton (2013)
- Grace Unplugged, regia di Brad J. Silverman (2013)
- Il rapimento di Angie (Abduction of Angie), regia di Danny Boyle (2017)
- Every 21 Seconds, regia di Kuba Luczkiewicz (2018)
- Mamma a tutti i costi (The Sinister Surrogate), regia di Isak Borg e Dena Hysell-Cornejo (2018)

### Televisione
- Found, regia di Rex Piano - film TV (2005)
- Chuck - serie TV, episodi 3x11, 3x12 e 3x13 (2010)
- La vita segreta di una teenager americana (The Secret Life of the American Teenager) - serie TV, 4 episodi (2010-2011)
- Castle - serie TV, episodio 3x11 (2011)
- Cameraman, regia di Christopher J. Maldonado - film TV (2011)
- Il tempo della nostra vita (Days of Our Lives) - serie TV, 7 episodi (2011-2020)
- Criminal Minds - serie TV, episodio 7x16 (2012)
- General Hospital - serie TV, 403 episodi (2012-in corso)
- Amore al primo sguardo (Love at First Glance), regia di Kevin Connor - film TV (2017)
- Il crudele volto dell'inganno (A Mother on the Edge), regia di Jason Bourque - film TV (2019)
- Station 19 - serie TV, 10 episodi (2020-in corso)
- Magnum P.I. - serie TV, episodio 5x1 (2023)

### Cortometraggi
- Play Your Part, regia di Scott Frejie (2012)
- The Time, regia di Ryan Kaercher (2012)
- Duplex, regia di Ryan Kaercher (2012)
- The Present, regia di Adrian Picardi (2019)
- Mommy and Me, regia di Gilbert Bernal (2019)
- Creator, regia di Andre LeBlanc (2022)

### Videoclip
- Love Is Gone - David Guetta feat. Chris Willis (2007)
- Baby When the Light - David Guetta feat. Cozi (2007)
- Delirious - David Guetta feat. Tara McDonald (2008)
- Spectacular Girl - Eels (2010)
- Why You Wanna Say Goodnight - Space Capone (2012)

## Riconoscimenti
- Daytime Emmy Award
  - 2022 - Miglior attrice non protagonista per General Hospital
  - 2023 - Candidatura alla miglior attrice non protagonista per General Hospital

## Doppiatrici italiane
Nelle versioni in italiano dei suoi film, Kelly Thiebaud è stata doppiata da:
- Gemma Donati in Station 19, Magnum P.I.
- Chiara Gioncardi ne La vita segreta di una teeneger americana
- Micaela Incitti in Criminal Minds[19]
- Perla Liberatori ne Il rapimento di Angie[20]